# Ger (chassidische Bewegung)
Ger oder Gur ist eine chassidische Bewegung. Ursprung und Zentrum der Bewegung war bis zur Schoah die kleine polnische Stadt Góra Kalwaria, von deren jiddischem Namen sich der Name der Dynastie ableitet. Heute hat die Bewegung ihr Zentrum in Jerusalem.

## Geschichte

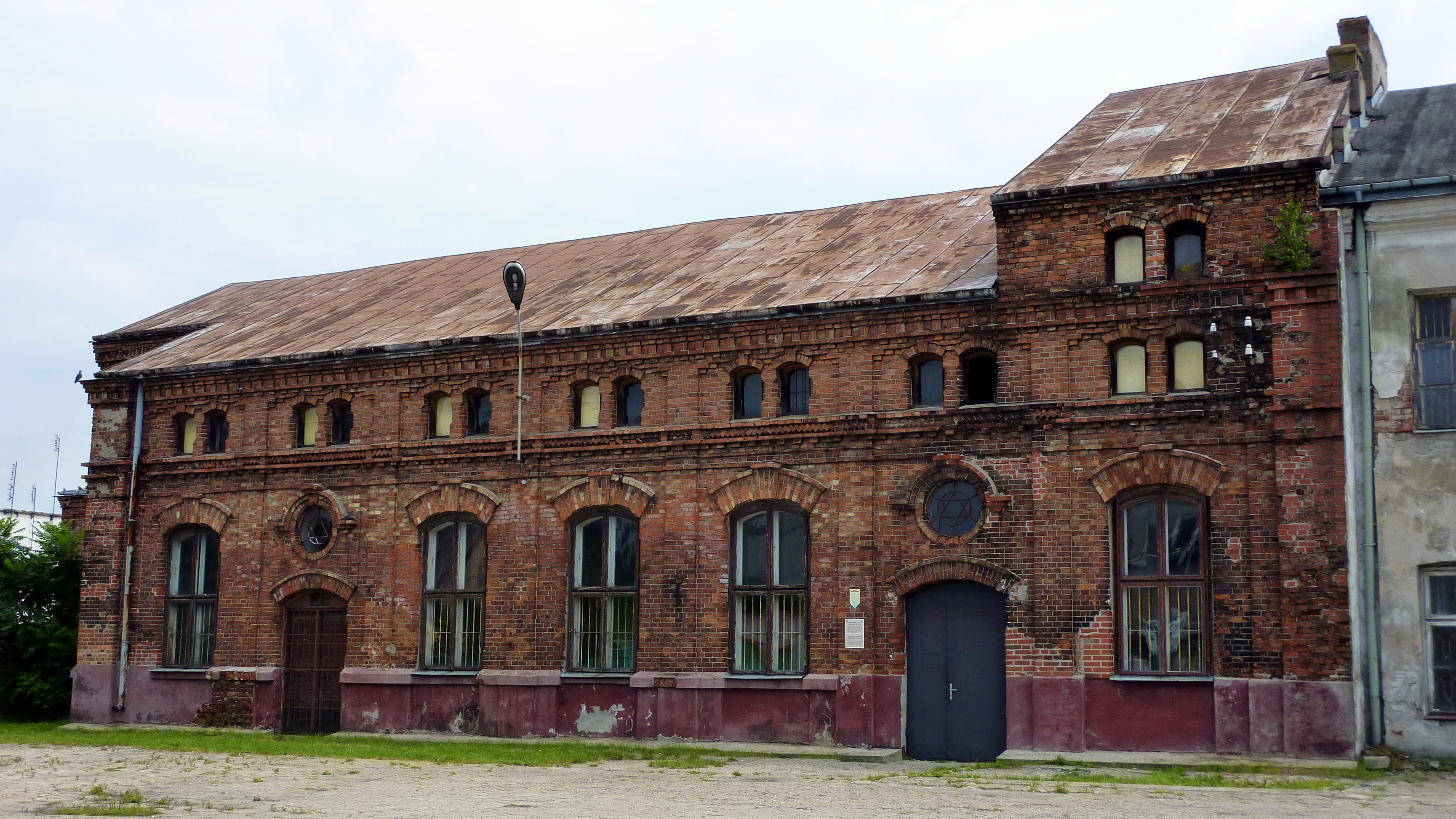
Die ehemalige Synagoge in Góra Kalwaria

Die Gerrer Rabbiner-Dynastie kommt aus der Familie Alter. Ihr Gründer war Jitzchak Meir Alter (oder Rothenberg, 1799–1866), bekannt als der Chidushei HaRim, nach seinem Tora-Werk desselben Titels. Ihm folgte sein Enkelsohn Jehudah Leib Alter (1847–1905, genannt Sefat emet) und auf diesen dessen Sohn Avraham Mordechai Alter (1866–1948, Imre Emet genannt), der dritte Gerrer Rebbe. Beinahe alle Gerrer Chassidim, etwa 200.000, kamen in der Schoah ums Leben.
Insbesondere Jehudah Leibs Werk, die fünfbändige Predigtsammlung Sefat emet, Buch der Wahrheit, ist prägend für die Bewegung. In einer vereinfachten Form der jüdischen Mystik lehrt es, in allen Dingen den innersten Kern zu suchen, der Gott repräsentiert, und sich auf diesen zu konzentrieren. Zionismus und Assimilation lehnen die Gerrer ab.

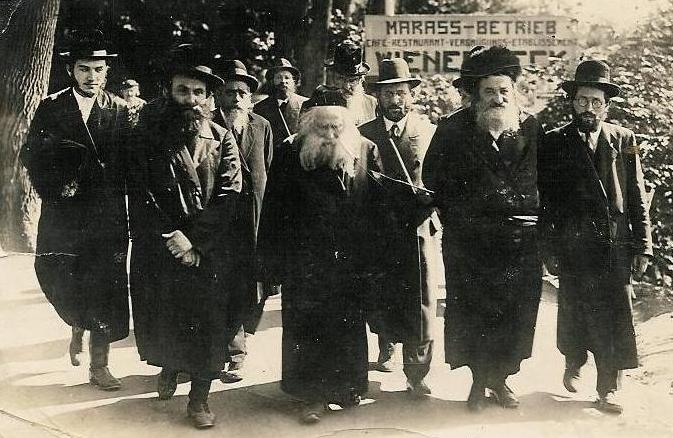
Rabbi Avraham Mordechai Alter mit einigen seiner Anhänger

Avraham Alter konnte 1940 mit dreien seiner Söhne – Jisrael Alter, Simcha Bunim Alter und Pinchas Menachem Alter – nach Palästina flüchten, wodurch die Bewegung in Israel wieder aufgebaut werden konnte. Die überwiegende Mehrzahl der Gerrer Chassidim und auch der aktuelle Gerrer Rebbe leben heute in Israel, wo sie die in der Knesset vertretene Partei Agudat Jisra’el dominieren. Große Gemeinden gibt es neben den charedischen Zentren Jerusalem und Bnei Berak auch in Aschdod im Süden Israels, in Arad im Negev und in Hazor in Galiläa. Daneben existieren nennenswerte Gemeinden in Antwerpen, London, New York und Zürich. Aufgrund des Auszählens interner Telefonlisten kam Marcin Wodziński 2016 auf weltweit 11.859 Gerrer Haushalte, was umgerechnet mit dem von ihm als durchschnittliche Haushaltsgröße betrachteten Faktor 5,5 eine Mitgliederzahl von rund 65.000 Personen (einschließlich Frauen und Kinder) ergab. Mit einem Anteil von 9,2 % am weltweiten Chassidismus sind die Gerrer damit dessen drittgrößte Gemeinschaft.

## Traditionelle Kleidung
Männliche Gerrer Chassidim tragen „Dreiviertel-Hosen“ (d. h. Hosen, die bis zur Mitte der Waden reichen), einen Kaftan und einen steifen Stoffhut. Am Schabbat und an den jüdischen Feiertagen tragen die verheirateten Männer eine hohe runde Pelzmütze, den Spodik (nicht mit dem viel flacheren Schtreimel zu verwechseln, der von den männlichen Mitgliedern anderer chassidischer Gruppen getragen wird). Der Spodik gilt heute vielfach als Merkmal der Gerrer Chassidim.